# Arthur Rinderknech
Arthur Rinderknech (/rɪndərknɛʃ/), né le 23 juillet 1995 à Gassin, est un joueur de tennis français, professionnel depuis 2018.

## Biographie
Arthur Rinderknech est le fils de Virginie Paquet (en), ancienne joueuse de tennis professionnelle des années 1980, ainsi que le cousin des frères Benjamin Balleret et Valentin Vacherot, membres de l'équipe de Monaco de Coupe Davis. Par sa mère, il est également un cousin éloigné de sa compatriote Chloé Paquet. Son père Pascal, ancien -15, est directeur d'un club de tennis en région parisienne.
Né dans le Var, il grandit en région parisienne, à Vincennes et Saint-Germain-en-Laye où il commence à pratiquer le tennis au Tennis Club des Loges. Ne souhaitant pas se lancer sur le circuit professionnel, il décide à 18 ans de rejoindre l'université A&M du Texas, attiré par l'ancien 12e mondial Steve Denton. Il y passe quatre années entre 2014 et 2018 et obtient un diplôme en commerce.

## Carrière
Entre 2018 et 2019, Arthur Rinderknech dispute neuf finales en Futures et en gagne cinq dont trois en Tunisie.
Il fait parler de lui pour la première fois au début de l'année 2020 lorsqu'il remporte le tournoi Challenger de Rennes contre James Ward en étant classé seulement 329e. Il se rend ensuite au Canada et se distingue avec une finale à Drummondville suivie d'un deuxième titre au challenger de Calgary. En septembre, il reçoit une invitation pour les Internationaux de France où il est battu au premier tour par le Slovène Aljaž Bedene (6-2, 67-7, 6-4, 6-4).
Arthur Rinderknech entame sa saison 2021 par une victoire au tournoi challenger d'Istanbul contre Benjamin Bonzi. Il réalise ensuite ses meilleures performances sur terre battue en atteignant plusieurs quarts de finale sur le circuit ATP, notamment à l'open de Lyon où il écarte le 17e mondial Jannik Sinner (67-7, 6-2, 7-5), ainsi qu'au tournoi de Gstaad où il élimine Roberto Bautista-Agut, 16e (6-2, 6-4). La semaine suivante, il est demi-finaliste à Kitzbühel, s'inclinant contre le Norvégien Casper Ruud (6-3, 7-67). Ces bons résultats lui permettent de faire son entrée dans le top 100 ATP. Lors de l'US Open, il vient à bout au premier tour de Miomir Kecmanović en 4 h 20 de jeu après avoir remonté un handicap de deux sets (610-7, 3-6, 7-5, 6-3, 6-4). En salle, il est quart de finaliste à Anvers, battant Dušan Lajović. Peu après, il est sélectionné en équipe de France par Sébastien Grosjean pour disputer la phase finale de la Coupe Davis.

### 2022: première finale sur le circuit principal, demi-finales à Doha et Gijón, meilleur classement en carrière
Il commence l'année 2022 à Adélaïde où il élimine Mackenzie McDonald (6-3, 6-7, 6-3) et le sud-coréen Kwon Soon-woo (5-7, 6-3, 6-2). Il crée ensuite la surprise en quarts de finale en s'offrant la tête de série numéro trois du tournoi, le russe Karen Khachanov en deux manches (7-6, 7-5) avant d'infliger une déroute en demi-finale à son compatriote qualifié Corentin Moutet (6-1, 6-3), pour décrocher sa place pour sa première finale sur le circuit principal. C'est à la Wild card locale Thanasi Kokkinakis qu'il est opposé. Arthur Rinderknech s'incline après un combat en trois sets face à l'Australien (7-6, 6-7, 3-6).
Présent dans le tableau principal de l'Open d'Australie, il y remporte sa première victoire face à Alexei Popyrin en cinq manches (7-5, 4-6, 6-2, 3-6, 6-3), avant de déclarer forfait avant de jouer le deuxième tour face au britannique Daniel Evans.
Il revient sur les courts une vingtaine de jours après pour disputer le Tournoi de Doha au Qatar. Il bat d'abord le tchèque Jiří Veselý (3-6, 7-6, 6-4) avant de disposer du Kazakh Alexander Bublik en trois manches aussi (6-7, 6-1, 6-4) pour atteindre les quarts de finale. Il y élimine en deux sets secs la tête de série numéro une Denis Shapovalov (6-4, 6-4) pour atteindre les demi-finales d'un tournoi ATP pour la deuxième fois de l'année. Il ne parvient cependant pas à résister au Géorgien Nikoloz Basilashvili (4-6, 2-6).
Il s'ensuit une période compliquée pour Arthur Rinderknech, qui n'arrive pas à conserver sa bonne forme du début d'année. Après sa défaite face à Bublik au premier tour de Roland-Garros, il cherche à se relancer sur le circuit Challenger, où il s'impose sur terre battue à Poznań. La saison sur gazon s'achève sur une défaite au premier tour du tournoi de Wimbledon en cinq manches face au 16e mondial Denis Shapovalov (1-6, 7-6, 7-6, 4-6, 1-6).
Il atteint à la fin du mois d'août la finale du Challenger de Vancouver en éliminant notamment Ričardas Berankis et Vasek Pospisil, il s'incline cependant en finale face à Constant Lestienne (6-0, 4-6, 3-6). Il arrive à l'US Open avec un peu plus de confiance et réussit son entrée dans le tournoi en battant Quentin Halys (4-6, 7-6, 6-3, 6-2) pour s'offrir la chance d'affronter le numéro un mondial Daniil Medvedev au deuxième tour, le Russe s'impose en trois sets secs et met fin au parcours de Rinderknech (6-2, 7-5, 6-3).
Rinderknech retrouve le succès sur le circuit principal à Metz où il rallie les quarts de finale après avoir triomphé de Jaume Munar au premier tour, et de Nikoloz Basilashvili au deuxième. En quarts, face au 10e mondial et tenant du titre Hubert Hurkacz Rinderknech s'incline (3-6, 2-6). Il enchaîne avec un deuxième quart de finale à Tel Aviv en battant Marius Copil puis l'argentin Diego Schwartzman, face au Russe Roman Safiullin, Rinderknech s'incline (6-4, 6-1). Il arrive par la suite à Gijón en Espagne, et bat le Lucky loser Carlos Taberner (6-3, 6-3), puis Constant Lestienne (6-4, 6-2). Il doit ensuite affronter Pablo Carreño Busta, natif de la ville et récemment vainqueur du Master du Canada. Après un match de titan et avoir sauvé un grand nombre de balles de match, Rinderknech s'impose dans le tie break du troisième set, 18 à 16 (4-6, 6-3, 7-616). Il s'inclinera en demi-finales face à l'Américain Sebastian Korda (6-7, 3-6). Il parvient ensuite à se qualifier aux Swiss Indoors de Bâle en éliminant Jason Kubler et Constant Lestienne. Dans un premier tour qui s'est prolongé jusqu'à minuit, il parvient à faire tomber le Croate Marin Čilić (6-4, 3-6, 7-6), avant de battre le Slovaque Alex Molčan au deuxième tour (6-2, 6-4), c'est en quarts de finale face au Danois Holger Rune que son parcours s'arrête (6-7, 2-6). Il obtient son meilleur classement en carrière, une 42e place au classement ATP.

### 2023: début de saison difficile, troisième tour à l'US Open
Le début de l'année 2023 est moins réussie que l'an passé pour Arthur Rinderknech. Le Français est éliminé d'entrée à Adélaïde par le Suisse Marc-Andrea Hüsler et au premier tour à l'Open d'Australie par le Japonais Yosuke Watanuki. En difficulté et en proie à des soucis physiques, Rinderknech doit attendre la fin du mois de février et l'Open de Pau pour se relancer, il y atteint les demi-finales en éliminant Jan-Lennard Struff mais en perdant face au jeune Luca Van Assche. La saison sur terre battue est tout aussi compliquée que l'an dernier pour Rinderknech qui remporte cependant son premier match à Roland-Garros en dominant Richard Gasquet ; au deuxième tour, il s'incline en quatre manches face à l'Américain Taylor Fritz.
Le passage sur gazon redonne confiance à Arthur Rinderknech qui s'offre presque le scalp de Carlos Alcaraz (6-4, 5-7, 6-7) au premier tour du tournoi du Queen's. Il rentre par la suite dans le tableau principal du Tournoi de Majorque en tant que Lucky loser. Il bat le local Albert Ramos-Viñolas au premier tour (7-6, 7-6) puis Constant Lestienne au deuxième tour. Il retrouve pour la première fois de l'année les quarts de finale d'un tournoi ATP, il s'incline cependant face à l'Américain Christopher Eubanks (6-7, 6-7) et ne verra pas le dernier carré. Il perd ensuite au premier tour face à son compatriote Alexandre Müller en quatre manches (6-7, 6-1, 3-6, 4-6).
Il remporte le Challenger de Zoug en 2023, son cinquième titre dans cette catégorie.
Il continue à retrouver de la forme sur terre battue, en se hissant en quarts de finale à Kitzbühel, après avoir battu Juan Manuel Cerúndolo (6-7, 6-4, 6-2) et Yannick Hanfmann (7-6, 6-3). Il bute cependant face à l'Autrichien Dominic Thiem (6-4, 3-6, 4-6). Il arrive la semaine suivante à Flushing Meadows pour disputer le tableau principal de l'US Open. Il défait l'ancien numéro huit mondial Diego Schwartzman avec autorité (6-3, 6-4, 6-2) avant de profiter de l'abandon de Matteo Berrettini qu'il dominait (6-4, 5-3) pour atteindre le troisième tour d'un tournoi du grand chelem pour la première fois de sa carrière, il s'y incline en quatre manches face au 8e mondial Andrey Rublev (6-3, 3-6, 1-6, 5-7).
Non retenu pour disputer les phases de groupe de Coupe Davis, Rinderknech reprend la compétition à Chengdu. Il s'en sort face à l'Australien Li Tu au premier tour (7-6, 7-6), avant d'éliminer de manière autoritaire l'Américain Marcos Giron (7-6, 6-4). Il retrouve en quarts de finale l'Italien Lorenzo Musetti.

### 2024: Challenger de Lille
En janvier, il remporte le Challenger de Quimper en double puis en mars, il remporte le Challenger de Lille en simple. C'est son sixième titre dans cette catégorie.

### 2025
Le 1er juillet 2025, il réalise l'exploit d'éliminer le no 3 mondial Alexander Zverev au premier tour de Wimbledon. Dernier Français en lice, il s'incline ensuite en seizième de finale contre le polonais Kamil Majchrzak.

## Palmarès

### Finale en simple messieurs
| No | Date       | Nom et lieu du tournoi             | Catégorie | Dotation  | Surface    | Vainqueur          | Score          |          |
| -- | ---------- | ---------------------------------- | --------- | --------- | ---------- | ------------------ | -------------- | -------- |
| 1  | 10-01-2022 | Adelaide International 2, Adélaïde | ATP 250   | 430 530 $ | Dur (ext.) | Thanasi Kokkinakis | 6-7, 7-65, 6-3 | Parcours |

### Finale en double messieurs
| No | Date       | Nom et lieu du tournoi | Catégorie | Dotation  | Surface    | Vainqueurs                   | Partenaire | Score    |          |
| -- | ---------- | ---------------------- | --------- | --------- | ---------- | ---------------------------- | ---------- | -------- | -------- |
| 1  | 20-09-2021 | Moselle Open Metz      | ATP 250   | 419 470 € | Dur (int.) | Hubert Hurkacz Jan Zieliński | Hugo Nys   | 7-5, 6-3 | Parcours |

### Victoires en Challengers

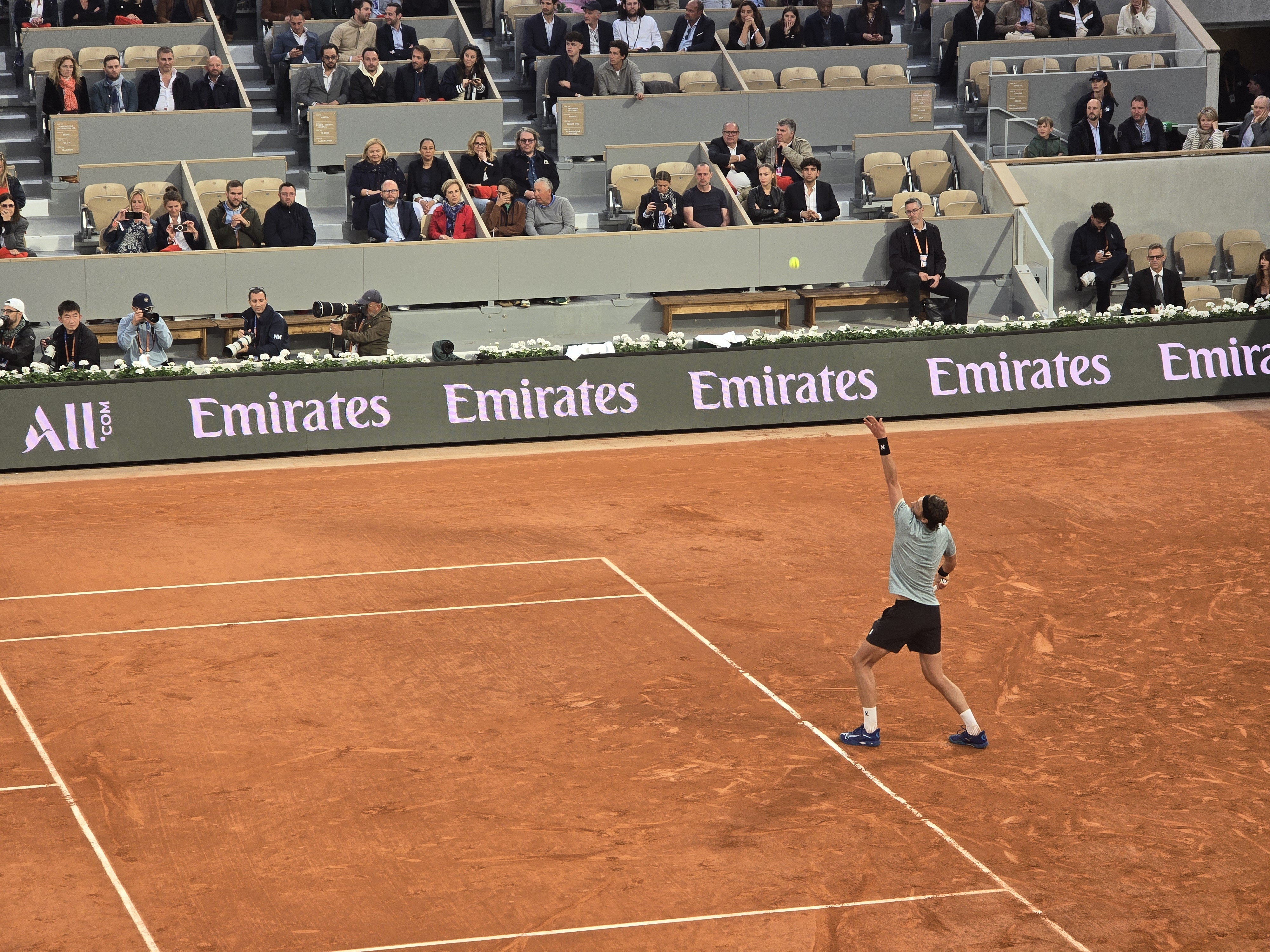
Arthur Rinderknech aux Internationaux de France de tennis 2025 (Roland-Garros).

#### Simple
- 2020 : Rennes, Calgary
- 2021 : Istanbul
- 2022 : Poznań
- 2023 : Zoug
- 2024 : Lille

#### Double
- 2024 : Quimper

## Parcours dans les tournois duGrand Chelem

### En simple
| Année | Open d'Australie | Open d'Australie | Internationaux de France | Internationaux de France | Wimbledon       | Wimbledon        | US Open        | US Open         |
| ----- | ---------------- | ---------------- | ------------------------ | ------------------------ | --------------- | ---------------- | -------------- | --------------- |
| 2020  | —                | —                | 1er tour (1/64)          | Aljaž Bedene             | Annulé          | Annulé           | —              | —               |
| 2021  | Q3               | Michael Mmoh     | 1er tour (1/64)          | Marin Čilić              | 1er tour (1/64) | Oscar Otte       | 2e tour (1/32) | Carlos Alcaraz  |
| 2022  | 2e tour (1/32)   | Forfait          | 1er tour (1/64)          | Alexander Bublik         | 1er tour (1/64) | Denis Shapovalov | 2e tour (1/32) | Daniil Medvedev |
| 2023  | 1er tour (1/64)  | Yosuke Watanuki  | 2e tour (1/32)           | Taylor Fritz             | 1er tour (1/64) | Alexandre Müller | 3e tour (1/16) | Andrey Rublev   |
| 2024  | 1er tour (1/64)  | Pavel Kotov      | 2e tour (1/32)           | T. M. Etcheverry         | 2e tour (1/32)  | Taylor Fritz     | 2e tour (1/32) | Andrey Rublev   |
| 2025  | 1er tour (1/64)  | Frances Tiafoe   | 1er tour (1/64)          | Jannik Sinner            | 3e tour (1/16)  | Kamil Majchrzak  |                |                 |

N.B. : à droite du résultat se trouve le nom de l'ultime adversaire.

### En double messieurs
| Année | Open d'Australie                                                              | Open d'Australie                                                                        | Internationaux de France                                                                    | Internationaux de France                                                            | Wimbledon                                                                   | Wimbledon                                                                           | US Open                                                                        | US Open |
| ----- | ----------------------------------------------------------------------------- | --------------------------------------------------------------------------------------- | ------------------------------------------------------------------------------------------- | ----------------------------------------------------------------------------------- | --------------------------------------------------------------------------- | ----------------------------------------------------------------------------------- | ------------------------------------------------------------------------------ | ------- |
| 2018  | —                                                                             | —                                                                                       | 1er tour (1/32) Florian Lakat \|\| style="text-align:left;" \| N. Basilashvili John Millman | —                                                                                   | —                                                                           | —                                                                                   | —                                                                              |         |
| 2019  | —                                                                             | —                                                                                       | 1er tour (1/32) M. Guinard \|\| style="text-align:left;" \| Kevin Krawietz Andreas Mies     | —                                                                                   | —                                                                           | —                                                                                   | —                                                                              |         |
| 2020  | —                                                                             | —                                                                                       | 2e tour (1/16) M. Guinard \|\| style="text-align:left;" \| Jamie Murray Neal Skupski        | Annulé                                                                              | Annulé                                                                      | —                                                                                   | —                                                                              |         |
| 2021  | —                                                                             | —                                                                                       | —                                                                                           | —                                                                                   | —                                                                           | —                                                                                   | 2e tour (1/16) Hugo Nys \|\| style="text-align:left;" \| R. Bopanna Ivan Dodig |         |
| 2022  | —                                                                             | —                                                                                       | 2e tour (1/16) B. Bonzi \|\| style="text-align:left;" \| Tim Pütz Michael Venus             | 1er tour (1/32) B. Bonzi \|\| style="text-align:left;" \| Jamie Murray Bruno Soares | 1er tour (1/32) B. Bonzi \|\| style="text-align:left;" \| F. López J. Munar |                                                                                     |                                                                                |         |
| 2023  | 1/4 de finale B. Bonzi \|\| style="text-align:left;" \| Hugo Nys J. Zieliński | 1er tour (1/32) E. Couacaud \|\| style="text-align:left;" \| Yuki Bhambri Saketh Myneni | 1er tour (1/32) P.-H. Herbert \|\| style="text-align:left;" \| A. Erler L. Miedler          | 2e tour (1/16) A. Mannarino \|\| style="text-align:left;" \| M. González A. Molteni |                                                                             |                                                                                     |                                                                                |         |
| 2024  | —                                                                             | —                                                                                       | —                                                                                           | —                                                                                   | 1er tour (1/32) N. Borges \|\| style="text-align:left;" \| C. Broom A. Fery | 1er tour (1/32) A. Mannarino \|\| style="text-align:left;" \| T. Monteiro M. Navone |                                                                                |         |

N.B. : le nom du partenaire se trouve sous le résultat ; les noms des ultimes adversaires se trouvent à droite.

## Parcours dans lesMasters 1000
| Année | Indian Wells        | Miami              | Monte-Carlo         | Madrid                 | Rome                | Canada                   | Cincinnati       | Shanghai             | Paris                     |
| ----- | ------------------- | ------------------ | ------------------- | ---------------------- | ------------------- | ------------------------ | ---------------- | -------------------- | ------------------------- |
| 2021  | —                   | —                  | —                   | —                      | —                   | —                        | —                | n.o.                 | 1er tour H. Gaston        |
| 2022  | 1er tour B. Bonzi   | 2e tour H. Hurkacz | 1er tour F. Fognini | —                      | —                   | 1er tour A. Mannarino    | —                | n.o.                 | 1er tour J. Draper        |
| 2023  | 1er tour J. Lehečka | 1er tour T. Daniel | —                   | —                      | 2e tour C. Ruud     | —                        | —                | 1er tour F. Marozsán | —                         |
| 2024  | —                   | —                  | —                   | 1er tour A. Shevchenko | 1er tour F. Passaro | 1/8 de finale H. Hurkacz | —                | 2e tour A. Tabilo    | 1/8 de finale G. Dimitrov |
| 2025  | 1er tour N. Borges  | 1er tour J. Munar  | —                   | 2e tour C. Ruud        | 1er tour M. Gigante | 1er tour A. Galarneau    | 3e tour F. Auger |                      |                           |

N.B. : sous le résultat se trouve le nom de l’ultime adversaire.

## Victoires sur le top 10
Toutes ses victoires sur des joueurs classés dans le top 10 de l'ATP lors de la rencontre.
| Légende      |
| ------------ |
| Grand Chelem |
| Masters 1000 |
| ATP 500      |
| ATP 250      |
| Coupe Davis  |

| # | A.R.  | Tournoi   | Année | Surface | Adversaire       | Rang  | Tour | Score                      |
| - | ----- | --------- | ----- | ------- | ---------------- | ----- | ---- | -------------------------- |
| 1 | no 80 | Queen's   | 2025  | Gazon   | Ben Shelton      | no 10 | 1/16 | 7-65, 7-64                 |
| 2 | no 72 | Wimbledon | 2025  | Gazon   | Alexander Zverev | no 3  | 1/64 | 7-63, 68-7, 6-3, 65-7, 6-4 |

## Classements ATP en fin de saison
| Année          | 2013 | 2014 | 2015 | 2016 | 2017 | 2018 | 2019 | 2020 | 2021 | 2022 | 2023 | 2024 |
| Rang en simple | 1917 | 1968 | 1896 | 1032 | 1066 | 423  | 327  | 178  | 58   | 44   | 96   | 59   |
| Rang en double | –    | –    | –    | –    | 897  | 863  | 388  | 165  | 131  | 358  | 152  | 444  |

Source : (en) Classements de Arthur Rinderknech sur le site officiel de la Fédération internationale de tennis